# For Tune
Dom Wydawniczy For Tune – polska wytwórnia muzyczna, wydająca głównie jazz, założona w 2012 roku, z siedzibą w Warszawie.

## Historia
Wytwórnia rozpoczęła działalność w kwietniu 2012 roku. Prezesem wytwórni i jej założycielem jest Witold Zińczuk, którego firma zajmuje się także gospodarką odpadami i budownictwem. Pierwszym zarejestrowanym nagraniem był koncert „Potęgi (byczych) Rogów”, który odbył się 30 kwietnia 2012 roku w Katowicach na Jazzart Festiwalu, wydano je pt. Alaman zespołu Power Of The Horns (ukazała się 14 sierpnia 2013 roku) Przez pierwszy rok wytwórnia gromadziła nagrania. W 2013 roku For Tune wydało 24 albumy. Od Warszawskiej Jesieni w 2013 roku wytwórnia wydaje także płyty z współczesną muzyką klasyczną, pierwszym albumem z tego gatunku była płyta pt. Planetony Mateusza Ryczka.
Biuro firmy znajduje się w Warszawie przy alei Wilanowskiej 89/57, wcześniej siedziba znajdowała się przy ul. Wiśniowej w Warszawie. Wiceprezesami wydawnictwa są Jarosław Polit i Ryszard Wojciul. 
Wytwórnia przyznała nagrody dla muzyków festiwalu Jazz Wolności w 2016 roku. 

## Repertuar
For Tune wydaje głównie muzykę polskich muzyków, w tym twórców mniej znanych. W wytwórni wydano płyty takich artystów jazzowych, jak: Bester Quartet, Anthony Braxton, Piotr Damasiewicz, Tomasz Dąbrowski, Dennis Gonzalez, Marek Kądziela, Adam Makowicz, Marcin Masecki, Maciej Obara, William Parker, Adam Pierończyk, Dominik Wania, Jan Ptaszyn Wróblewski, Wacław Zimpel, z kompozytorów muzyki klasycznej wydano m.in. muzykę Mateusza Ryczka czy Sebastiana Zawadzkiego.
Kolory na obwolutach płyt oznaczają gatunki muzyczne: magenta – jazz, pomarańczowy – muzyka współczesna, zielony – world music, żółty – muzyka łamiąca granice gatunków, a także purpurowa – rock, niebieska – z muzyką wokalną, rubinowa – standardy jazzowe, zielona – pogranicze muzyki etnicznej oraz srebrna – muzyka dawna.

## Wybrane albumy
- Dominik Wania – Ravel – Fryderyk 2014[6]
- Quantum Trio – Gravity „Debiut Roku 2015” według bloga Polish Jazz[14]
- Bracia Oleś i Jorgos Skolias – Sefardix – Folkowy Fonogram Roku[6]